# Vincennite
La vincennite est un gaz de combat français de la Première Guerre mondiale, à base d'acide cyanhydrique. Il tient son nom du fort de Vincennes où il fut expérimenté en 1915. 
Mis au point en réponse de l'utilisation de gaz de combat par l'Allemagne à la bataille d'Ypres (1915), des obus de vincennite furent tirés pour la première fois en juillet 1916 lors de la bataille de la Somme.